# Zavjalovói járás (Altaji határterület)
A Zavjalovói járás (oroszul Завьяловский район) Oroszország egyik járása az Altaji határterületen. Székhelye Zavjalovo.

A Zavjalovói járás az Altaji határterületen

## Népesség
- 1989-ben 21 695 lakosa volt.
- 2002-ben 22 389 lakosa volt, melyből 20 087 orosz, 1 169 német, 677 ukrán, 108 fehérorosz, 76 örmény, 41 tatár, 32 azeri, 19 moldáv stb.
- 2010-ben 19 305 lakosa volt.